# Königsfeld (Adelsgeschlecht, Bayern)

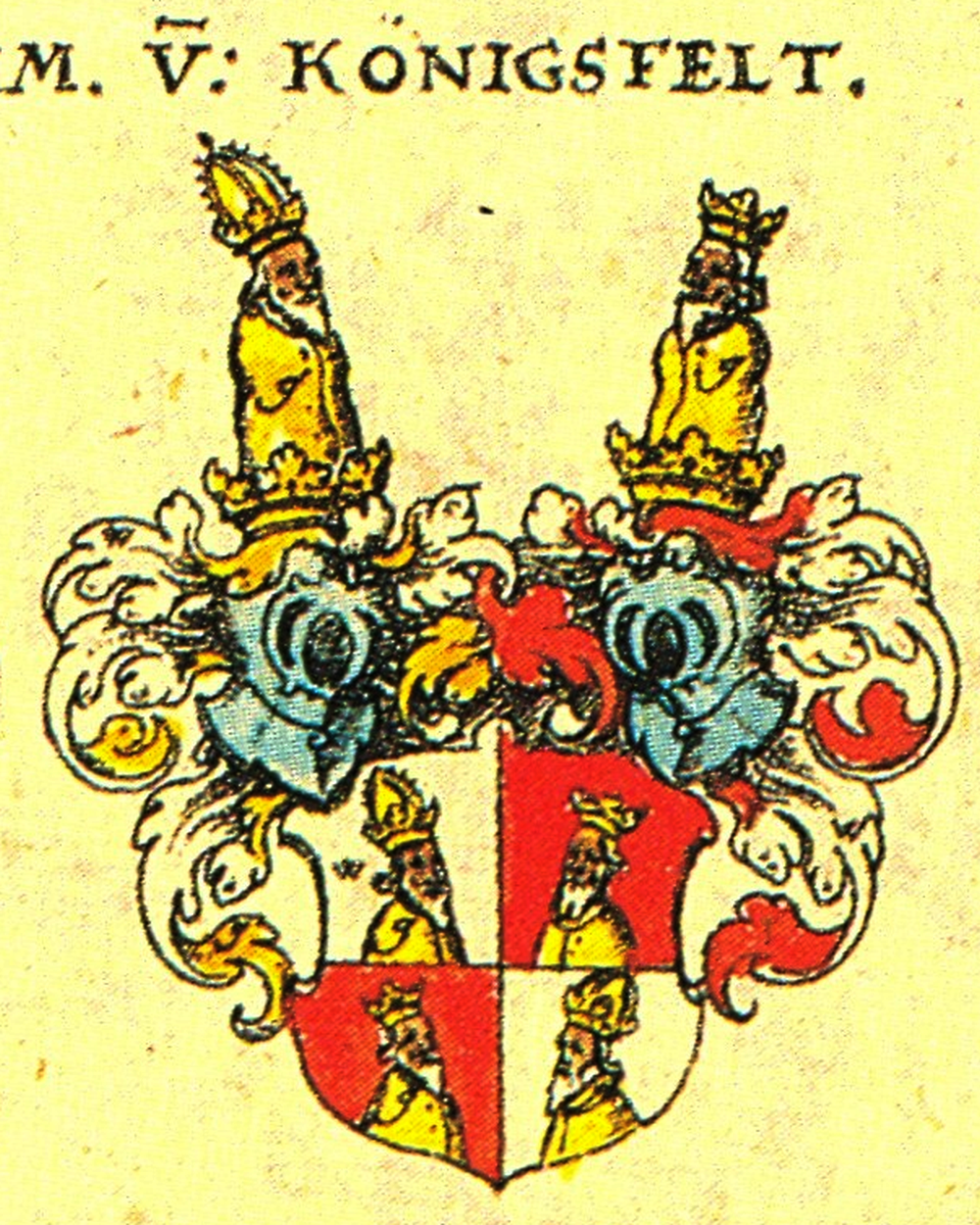
Familienwappen nach Siebmachers Wappenbuch

Die Königsfeld waren ein bayerisches Uradelsgeschlecht, das vor allem zwischen Inn und Isar begütert war. Im 18. Jahrhundert erlebten die Königsfelder ihre Blütezeit. Mit dem Tod Christian Augusts von Königsfeld im Jahr 1808/10 starb das Geschlecht im Mannesstamm aus.

## Geschichte
Heinrich Kunigsfelder wird bereits 1261 erwähnt. Stammsitz war Königsfeld bei Wolnzach. Ein früher Sitz war das Schloss Puchersried (Buchersried) bei Rohrbach. In Königsfeld stiftete die Familie eine Kapelle. In der Wolnzacher Pfarrkirche St. Laurentius befinden sich Grabmale der Familie. Die Königsfeld zählten zu den einflussreichsten Adelsgeschlechtern Bayerns. Sie hatten oft hohe Ämter inne und waren herzoglich und später kurfürstlich bayerische Beamte.
Ab 1507 war Schloss Niederaichbach im Besitz der Königsfelder. Wolf Ehrenreich von Königsfeld auf Niederaichbach erwarb 1625 auch die Hofmark Oberaichbach; das dortige Schloss erbaute von 1672 bis 1675 sein Sohn Franz Nikolas, seit 1654 Reichsfreiherr. 1737 gingen die Aichbacher Hofmarken durch Heirat der dortigen Königsfelder Witwe an die Grafen von Closen über.
Von 1510 bis 1808 war Zaitzkofen im Besitz der Herren von Königsfeld. Ab Mitte des 16. Jahrhunderts bis zum Jahr 1790 war auch das Palais Königsfeld in Landshut in ihrem Besitz. Johann Georg I. von Königsfeld wurde am 14. September 1685 von Kaiser Leopold I. in den Reichsgrafenstand erhoben. 1659 erwarb dieser das Gut Alteglofsheim und 1661 die Hofmark Schönach. Er stiftete kraft Testaments einen Fideikommiss, den er 1694 seinem Enkel Johann Georg II. Reichsgraf von Königsfeld überließ. Dieser war Staats- und Konferenzminister des Kurfürsten Karl Albrecht und Erster Minister während dessen Zeit als Kaiser (Karl VII.). Er ließ Schloss Schönach 1702 neu erbauen und von 1728 bis 1734 das Schloss Alteglofsheim beträchtlich ausbauen und neu ausstatten. Sein Nachfolger Graf Christian Johann August von Königsfeld, kurfürstlicher Gesandter in Wien, baute 1780 den Nordflügel des Schlosses Alteglofsheim mit dem prunkvollen ovalen Speisesaal. Um 1730 war auch ein Neubau von Schloss Zaitzkofen erfolgt. 1786 wurde Zaitzkofen zu einer freien Herrschaft erhoben und am 3. April 1786 erfolgte die Verleihung des jus gladii an die Fideikommissherrschaft Zaitzkofen.
1808 starb die Familie im Mannesstamm mit dem Tod des Christian August Graf von Königsfeld (1755–1808/10)  aus. Die Witwe des letzten Königsfelders, Gräfin Agnes, geborene Gräfin von Closen auf Arnstorf, verkaufte einen Teil des Königsfelder Besitzes: Schloss Zaitzkofen ging in den Besitz des bairischen Außenministers Maximilian Joseph von Montgelas über, Alteglofsheim an die Freiherrn von Cetto, Schönach kam an den Grafen Emanuel von Arco. Das Obere Schloss Arnstorf mit dem Gräfl. Königsfeld-Closen'schen Patrimonialgericht Arnstorf bestand bis zum Tod der Gräfin Königsfeld 1847 und ging durch die 1812 geschlossene Ehe der Tochter Josepha Gräfin von Königsfeld († 1844) mit Joseph Johann Nepomuk Wenzel Graf von Deym (1788–1844) bis heute in den Besitz der Grafen von Deym über.

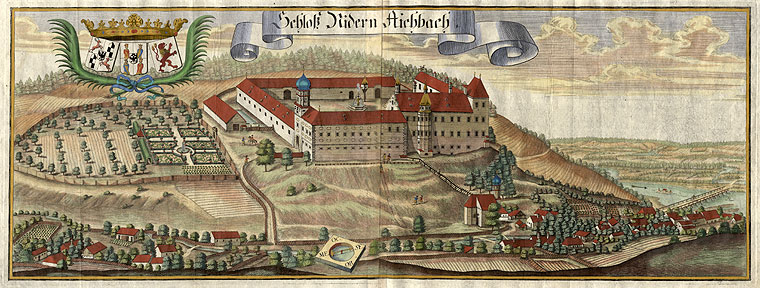
Schloss Niederaichbach
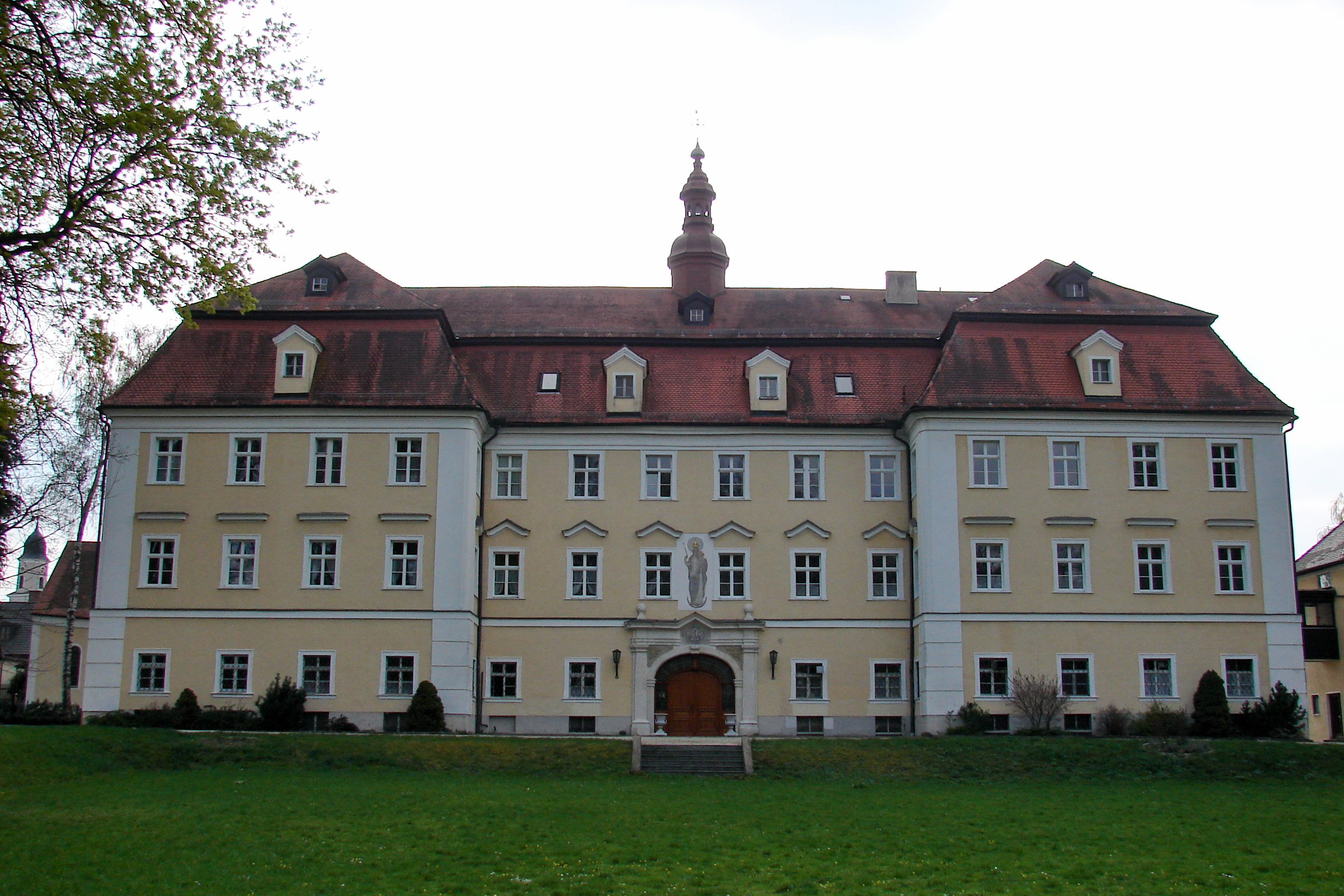
Schloss Zaitzkofen
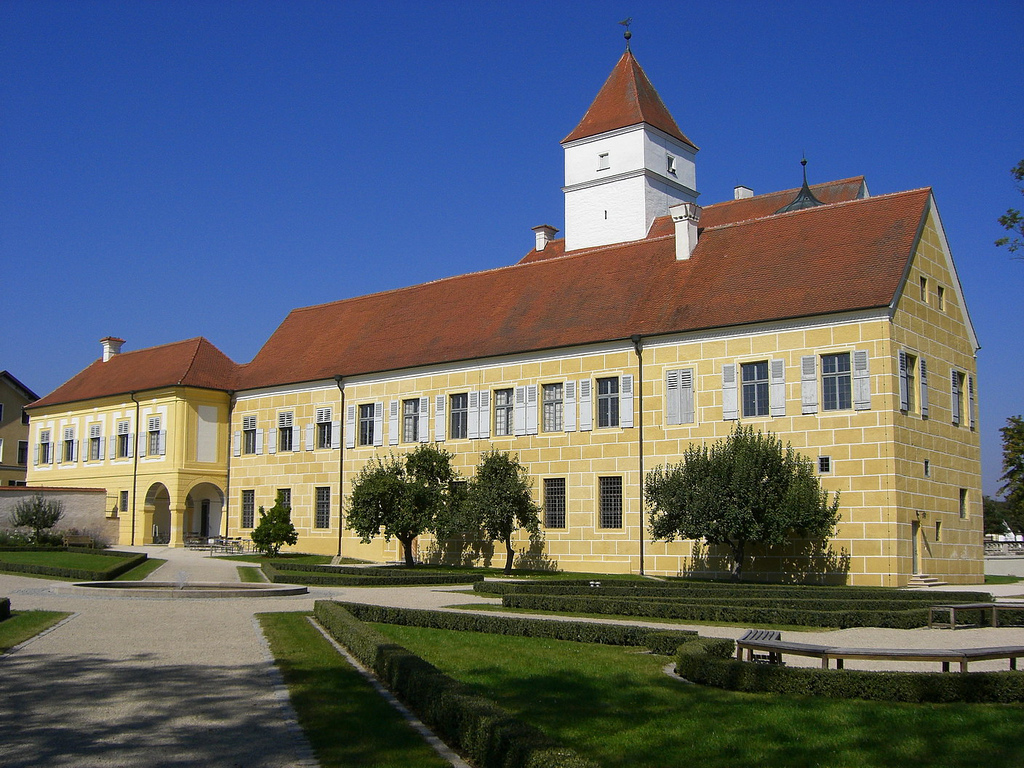
Schloss Alteglofsheim
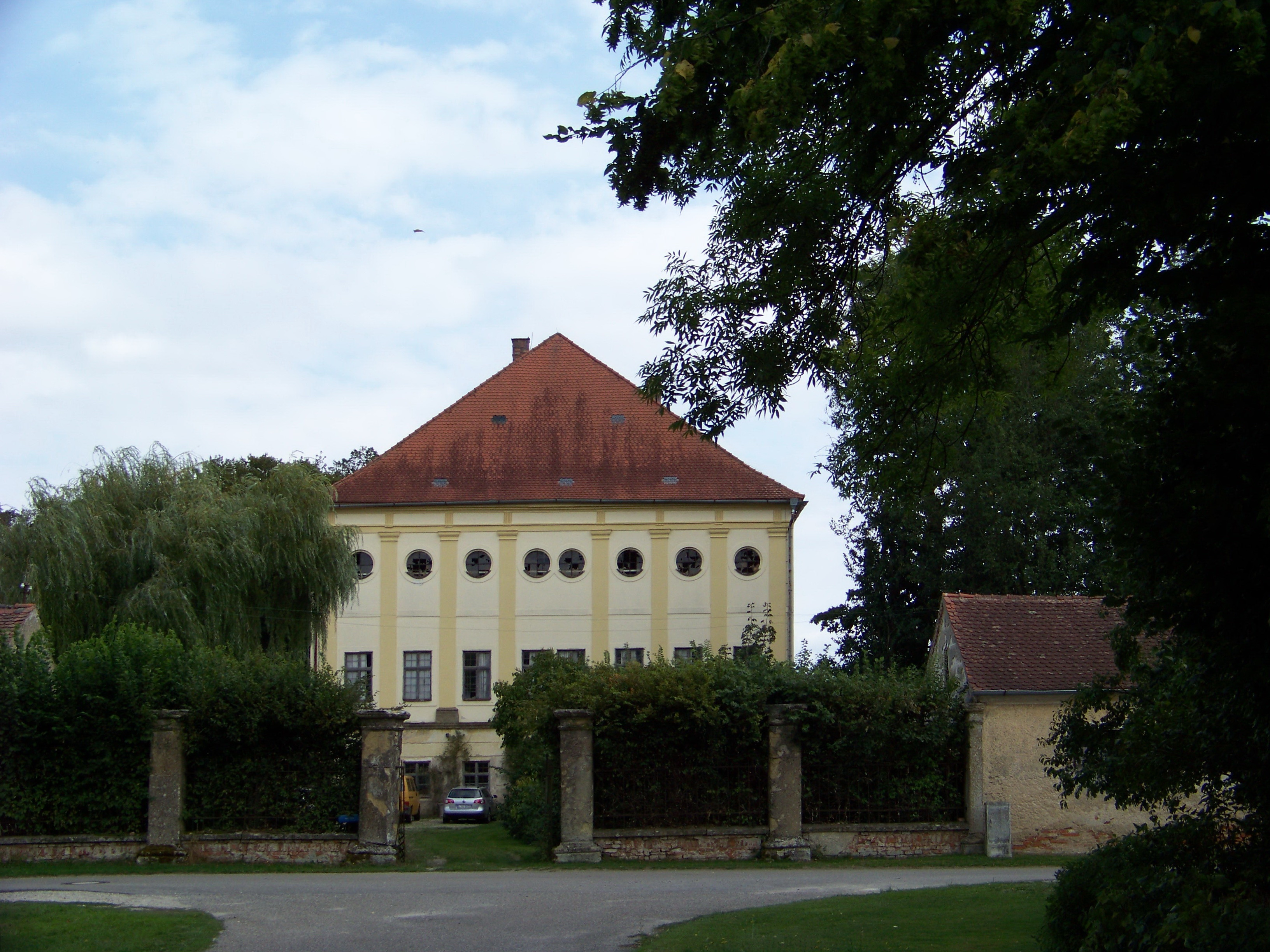
Schloss Schönach

## Persönlichkeiten
- Johann Georg II. Graf von Königsfeld (1679–1750)
- Joseph Anton Graf von Königsfeld (1749–1805)